# Histoire de la Haute-Vienne
L’histoire du département de la Haute-Vienne commence le 4 mars 1790, lorsqu’il est créé en application de la loi du 22 décembre 1789.

## Histoire

Drapeau du département

### Préhistoire

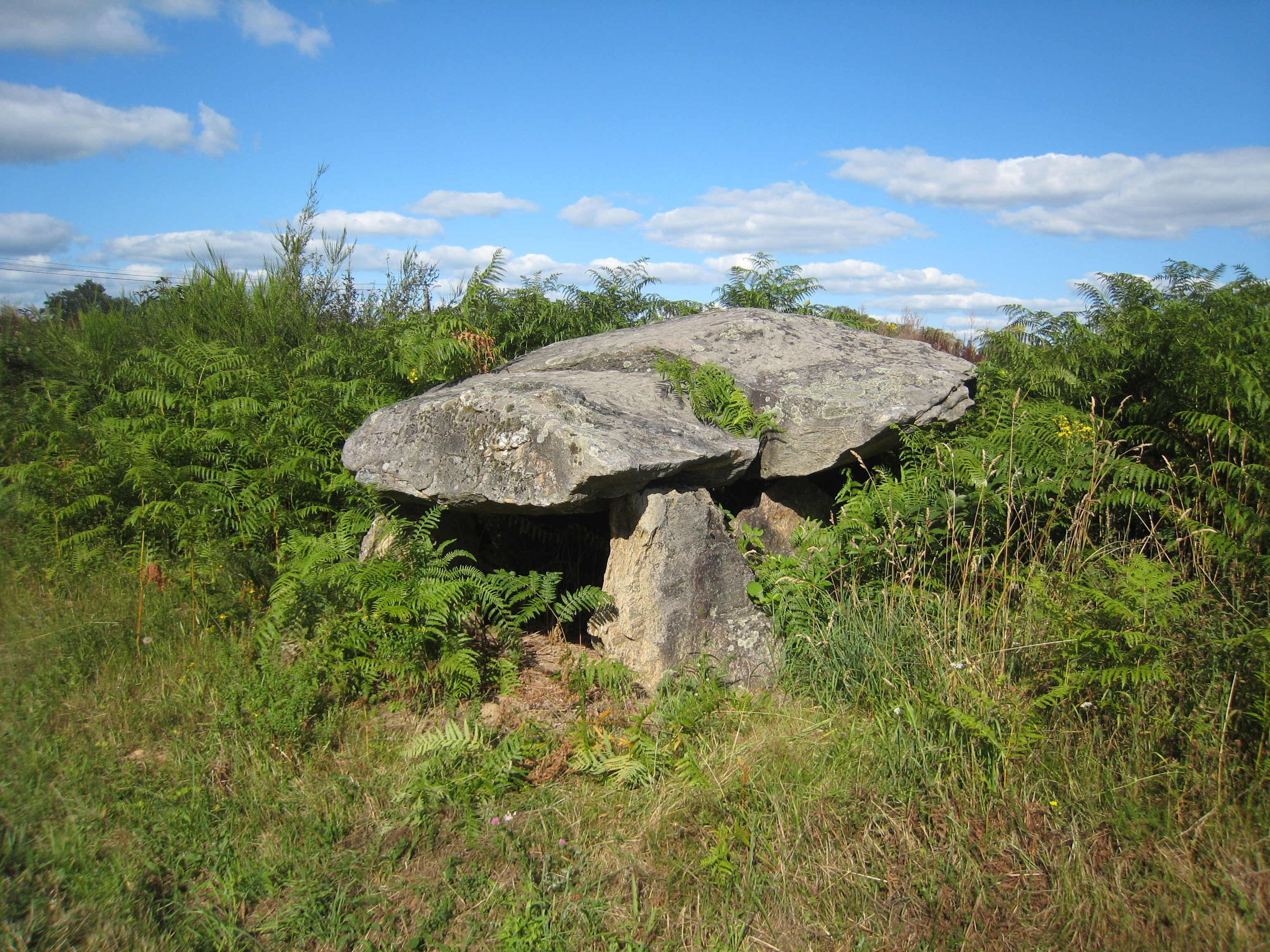
Dolmen à Verneuil-sur-Vienne

Peu de vestiges préhistoriques ont été découverts sur le territoire qui correspond à l’actuel département. L’acidité des sols, l’abondance des forêts, l’absence de grottes n’ont pas facilité la conservation et le repérage de vestiges. Quelques pièces et vestiges du paléolithique et mésolithique ont néanmoins été découvertes près de Saint-Jean-Ligoure et dans les vallées de la Gartempe et de la Vienne.
L’avènement de l’agriculture et de nouvelles techniques plus élaborées ont permis la découverte de céramiques dans l’abri de la Roche aux fées, à Cieux.
L’installation humaine du néolithique est plus facilement prouvée par différents ensembles mégalithiques, comme le dolmen de la Borderie, à Berneuil (-2 650 av. J.-C.) et à Breuilaufa, et le mobilier funéraire trouvé avec attestant du commerce (flèches, coquillages, parures…). L’arrivée de l’âge du bronze est illustrée par les haches trouvées à Châlus.

### Les Gallo-Romains

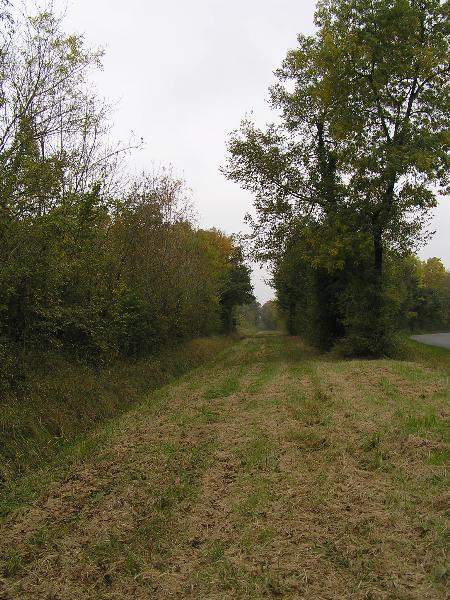
La voie d'Agrippa en Charente

L'arrivée des Romains avec la conquête de la Gaule se fait sur un territoire occupé par le peuple gaulois des Lémovices, qui donne son nom à la ville de Limoges et au Limousin. 10 000 d'entre eux firent partie de l’expédition de secours envoyée à Alesia, menés par le chef Sedullos.
Le commerce s'organise dans une région abritant des ressources exportées, que ce soit des ressources minières : or à Saint-Yrieix-la-Perche, exploité jusqu'à la fin du XXe siècle et étain, ou des ressources agricoles, avec le vin dont la production est prouvée par la découverte d'amphores à Saint-Gence.
Sous le règne d'Auguste, Augustoritum (littéralement le gué d'Auguste), actuelle Limoges, est fondée sur la Vienne. L'établissement de la ville fait suite à une première capitale des Lémovices située sur un oppidum plus en amont, à Villejoubert, près de Saint-Denis-des-Murs. Son importance est vite remarquée, par l'existence d'un grand amphithéâtre romain et la position au carrefour de deux grandes voies romaines : la Via Agrippa, reliant Lugdunum (Lyon) à Mediolanum Santonum (Saintes), et une autre voie reliant l'Armorique et Avaricum (Bourges) à la Méditerranée.
Forte de sa position stratégique, Augustoritum fait partie de la province Aquitaine, tout comme d'autres localités : Rongomagus (Rancon), Blatomagus (Blond) et Carovicus (Château-Chervix).
Avec les premières tensions extérieures et les invasions barbares, la cité connaît un déclin dès le IIIe siècle.

### Moyen Âge

Blason du duché d'Aquitaine

La région est christianisée dès le IIIe siècle : un réseau paroissial important se constitue. La présence d’ermites, pendant la période mérovingienne, entraîne un culte posthume de ces hommes, autour de leurs tombeaux.

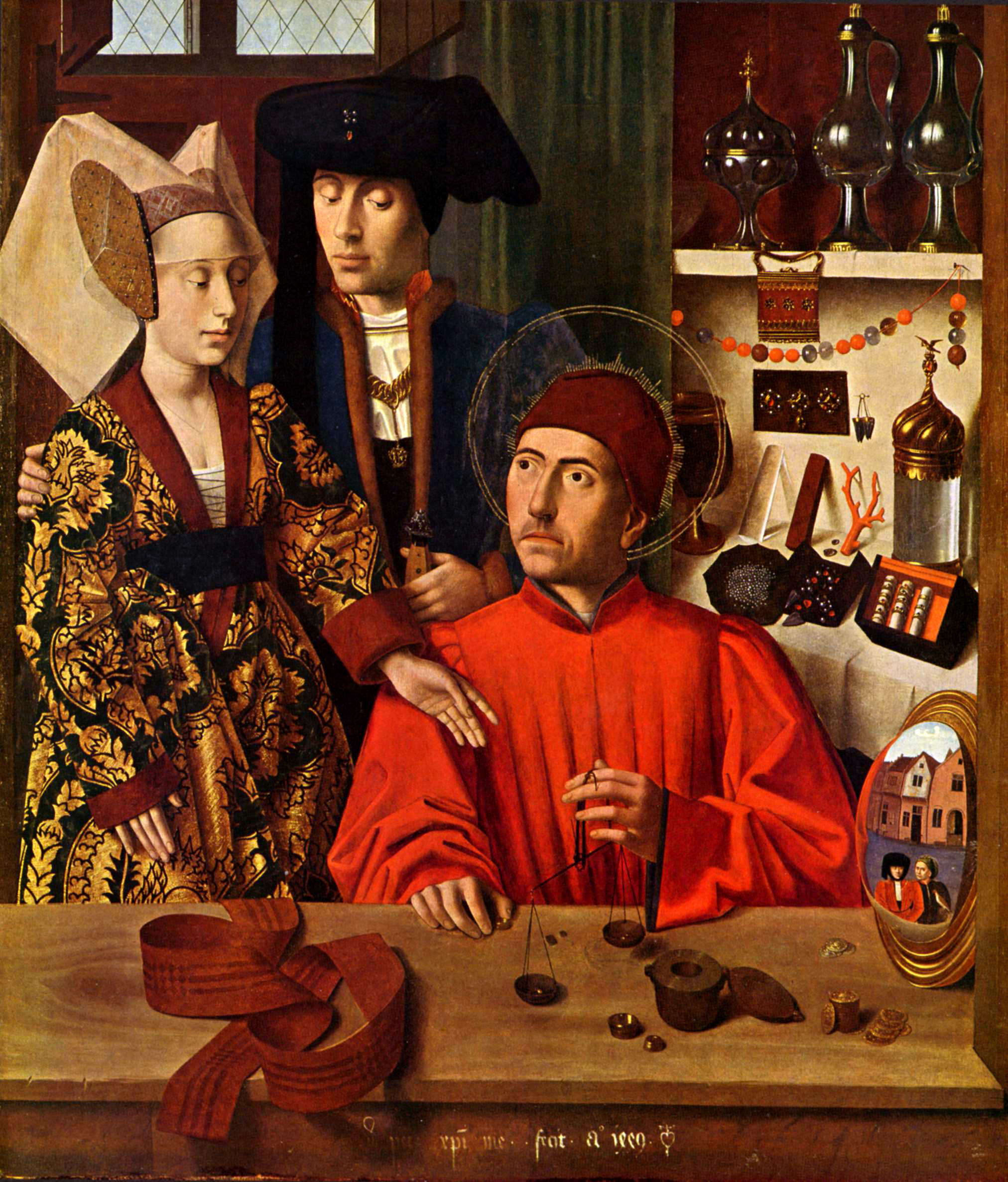
Saint Éloi

La domination des Wisigoths est de courte durée, car le Franc Clovis s'empare du Limousin après la bataille de Vouillé en 507. Querelles et révoltes se multiplient, et la région est rattachée au duché d'Aquitaine en 674. Devenu franc avec la chute du duché, la paix s'installe sous Charlemagne, et le Limousin est de nouveau rattaché à l'Aquitaine, devenue royaume. Jucundiacum (Le Palais-sur-Vienne), est un important lieu carolingien. Le territoire passe en 927 sous l'autorité des comtes de Poitiers. La vicomté de Limoges est bientôt créée.
Des communautés religieuses sont fondées : Solignac est fondée par Éloi de Noyon, l’abbaye Saint-Martial(ur) en 848. En 994, les reliques de saint Martial sont exposées afin d’éradiquer le « mal des ardents » ; ce sont les premières ostensions limousines. L'abbaye de Saint-Martial possède un imposant patrimoine. C'est aussi l'époque de prospérité de l'ordre de Grandmont, fondée par les disciples d’Étienne de Muret. Ces monastères œuvrent, en plus de leur rôle de christianisation, pour l'aménagement du territoire et l'agriculture.

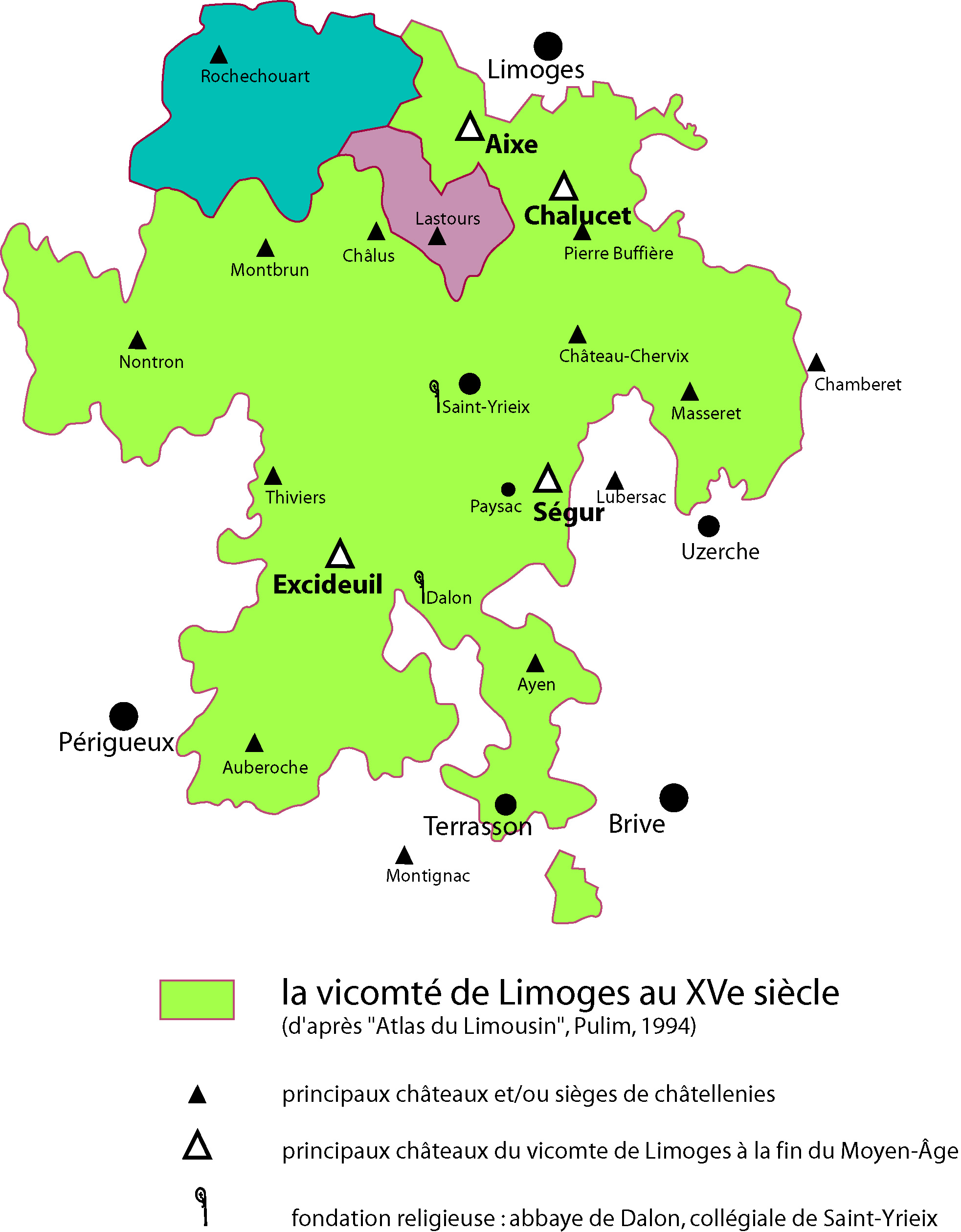
Vicomté de Limoges

Au cours du XIIe XIIIe siècle s'installent templiers et hospitaliers, franciscains et dominicains.
Le Limousin n'est plus qu'un territoire partagé entre diverses seigneuries, avec pour conséquence une forte insécurité. Les vicomtes réussissent à étendre leur influence vers le Périgord. Des châteaux sont construits sur des mottes, dont les Châlucet, Lastours.
Le pape Urbain II vient prêcher à Limoges la première croisade en 1095. La grande préoccupation de l'Église reste le maintien de la paix avec l'instauration de la « trêve de Dieu ». Les croisades permettent de canaliser la violence des nobles vers l’extérieur.
Aliénor d'Aquitaine, héritière du duc d'Aquitaine, divorce de Louis VII et épouse en secondes noces Henri Plantagenêt, comte d'Anjou et du Maine, duc de Normandie, et qui devient roi d'Angleterre en 1158. Le Limousin est accolé à l'Aquitaine anglaise et se trouve au cœur des luttes entre Henri II et Louis VII.
Il en est de même à la génération suivante, entre Richard Ier, roi d’Angleterre, dit Richard Cœur de Lion et Philippe Auguste. À l'occasion d'une trêve entre les deux souverains, Richard décide de s'en prendre au vicomte Adémard V de Limoges, qui s'était rallié au roi de France en son absence. C'est au cours d'une expédition punitive contre les châteaux qui protégeaient Limoges par le sud, que Richard Cœur de Lion est mortellement blessé par le chevalier limousin Pierre Basile lors du siège du château de Châlus-Chabrol en 1199. Il y meurt le 6 avril suivant. Philippe de Cognac, fils illégitime de Richard Cœur de Lion, venge son père en assassinant Adémar.

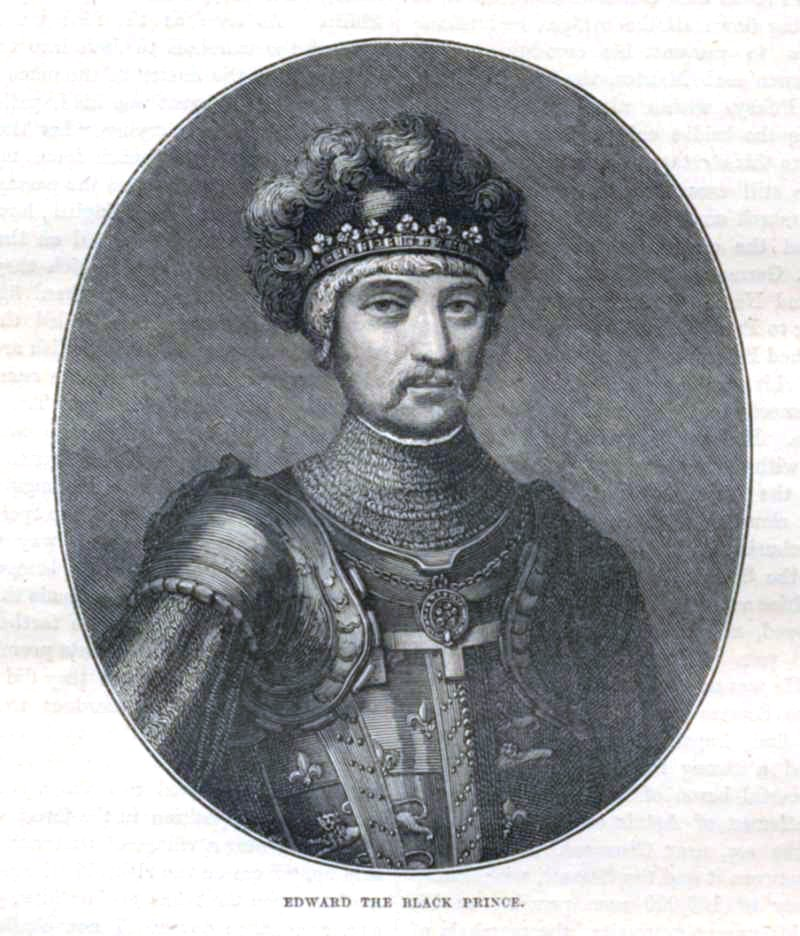
Édouard de Woodstock, dit Prince noir

La région est durement éprouvée par la guerre de Cent Ans. Marche entre le duché de Guyenne, anglais, et le royaume de France, le Limousin est touché par les bandes de mercenaires qui ruinent les campagnes. Avec la défaite de Jean le Bon en 1356 et le traité de Brétigny, la France donne aux Anglais un grand territoire comprenant le Limousin. La Cité de Limoges donne son soutien à la couronne française, quand Le Château apporte son aide à la couronne anglaise et au Prince noir. Celui-ci met Limoges à sac en 1370, mais la totalité de la ville se rend au roi de France.
Une paix précaire s'installe à nouveau, troublée notamment par la guerre civile entre Armagnacs et Bourguignons. Diverses cités trouvent un essor dans les échanges commerciaux en plus des pèlerinages religieux (ex. Le Dorat, Saint-Junien, Saint-Léonard-de-Noblat).

### Période moderne
Le Limousin profite de la paix pour remettre son économie en marche. Les tanneries et les mégisseries se multiplient sur la Vienne, comme à Saint-Junien, où cet artisanat perdure jusqu'au XXe siècle. L'industrie du papier et l'imprimerie sont également créées. L'émaillerie connaît un nouvel essor à Limoges, sous la houlette du célèbre Léonard Limosin, qui officie à la cour de François Ier. Les échanges sont relancés, et des foires sont inaugurées (Saint-Loup et les Innocents à Limoges, toujours existantes de nos jours). En revanche, poètes (Jean Dorat) et auteurs préfèrent rallier Paris pour exercer.
La réforme protestante pénètre dans la région, entraînant quelques conversions. Les réformés sont peu nombreux malgré la propagande de Jeanne III de Navarre dite d'Albret, vicomtesse de Limoges. Le peuple reste fidèle au catholicisme comme l’illustre le culte de saint Martial. Le Limousin est plus touché à partir de 1569, quand les Huguenots rencontrent et vainquent les troupes de Gaspard II de Coligny à la bataille de La Roche-l'Abeille. Ruinés par la guerre, les paysans s'insurgent contre les seigneurs.
En installant et imposant la paix et protégeant les paysans, Henri IV permet au Limousin de connaître à nouveau une certaine prospérité. Il est accueilli par une foule enthousiaste lorsqu'il entre à Limoges le 20 octobre 1607. Une quasi-légende locale dit même que le roi, enchanté de l'accueil qui lui fut donné à Saint-Germain, décida de donner au village le nom de Saint-Germain-les-Belles-Filles, aujourd'hui Saint-Germain-les-Belles.

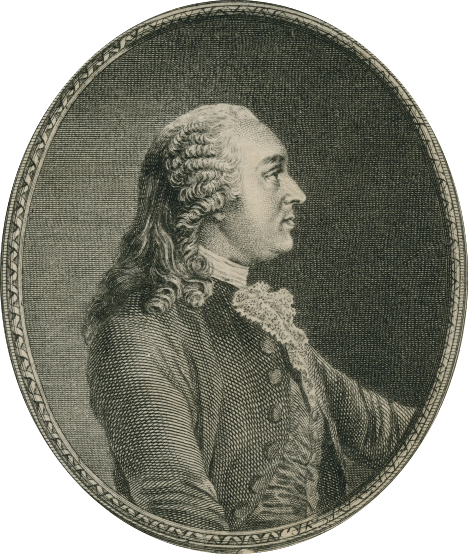
Turgot

La généralité de Limoges englobe les élections de Limoges, Tulle, Brive, Bourganeuf et Angoulême. L'intendant représente le roi dans la généralité. La Contre-Réforme entraîne la création de nombreux couvents et ordres religieux, surtout à Limoges.
Au XVIIIe siècle, les disettes remplacent les famines. L’industrie se développe, notamment sous l’impulsion des intendants, dont Turgot, qui soutient la naissance de l’industrie porcelainière en 1765. Il permet aussi d'améliorer le réseau de transports, la fiscalité, l'agriculture.
La région reçoit la visite de l'agronome anglais Arthur Young, qui écrit que « le pays est de beaucoup le plus beau que j'aie vu en France ».
Les arts littéraires se font connaître, avec Tristan l'Hermite, qui obtient un succès similaire à celui de Corneille avec son chef-d'œuvre Marianne, Jean-François Marmontel, secrétaire perpétuel de l'Académie française, l’un des plus grands écrivains limousins de cette époque.
Les idées des philosophes commencent aussi à circuler dans la bourgeoisie, relayées par les loges maçonniques, dont la première voit le jour à Limoges en 1760.

### La Révolution
Les États généraux sont convoqués par Louis XVI. Noblesse et tiers état se retrouvent dans des intérêts communs sur de nombreux points. 

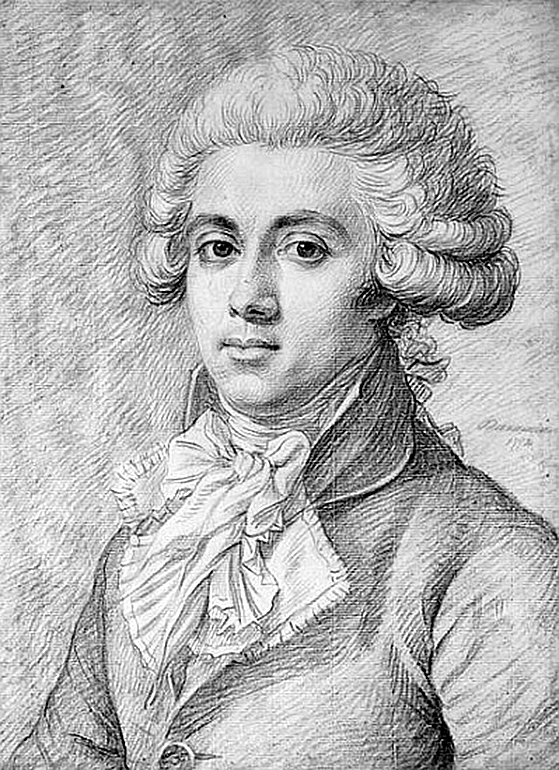
Vergniaud

Le département est créé à la Révolution française, à partir d'une partie de la province du Limousin.
Il tire son nom de la rivière qui le traverse, la Vienne, affluent en rive gauche de la Loire, née sur le plateau de Millevaches en Corrèze. De vifs débats naissent pour le choix des chefs-lieux. Les villes développent des arguments proches de ceux du XVIe siècle, afin d'obtenir un rang administratif significatif, ayant une éventuelle importance sur l'économie et le renom. En Haute-Vienne, si Saint-Junien, Saint-Léonard, Bellac, Saint Yrieix, le Dorat obtiennent d'être chefs-lieux de districts (futures sous-préfectures), le choix de Limoges comme préfecture est unanime.
Le Limousin fournit des hommes illustres à l'État, comme le parlementaire Pierre-Victurnien Vergniaud et le futur maréchal d'Empire Jourdan. La région connaît peu de violences. Les paysans profitent de la vente des biens nationaux et du partage des biens communaux.

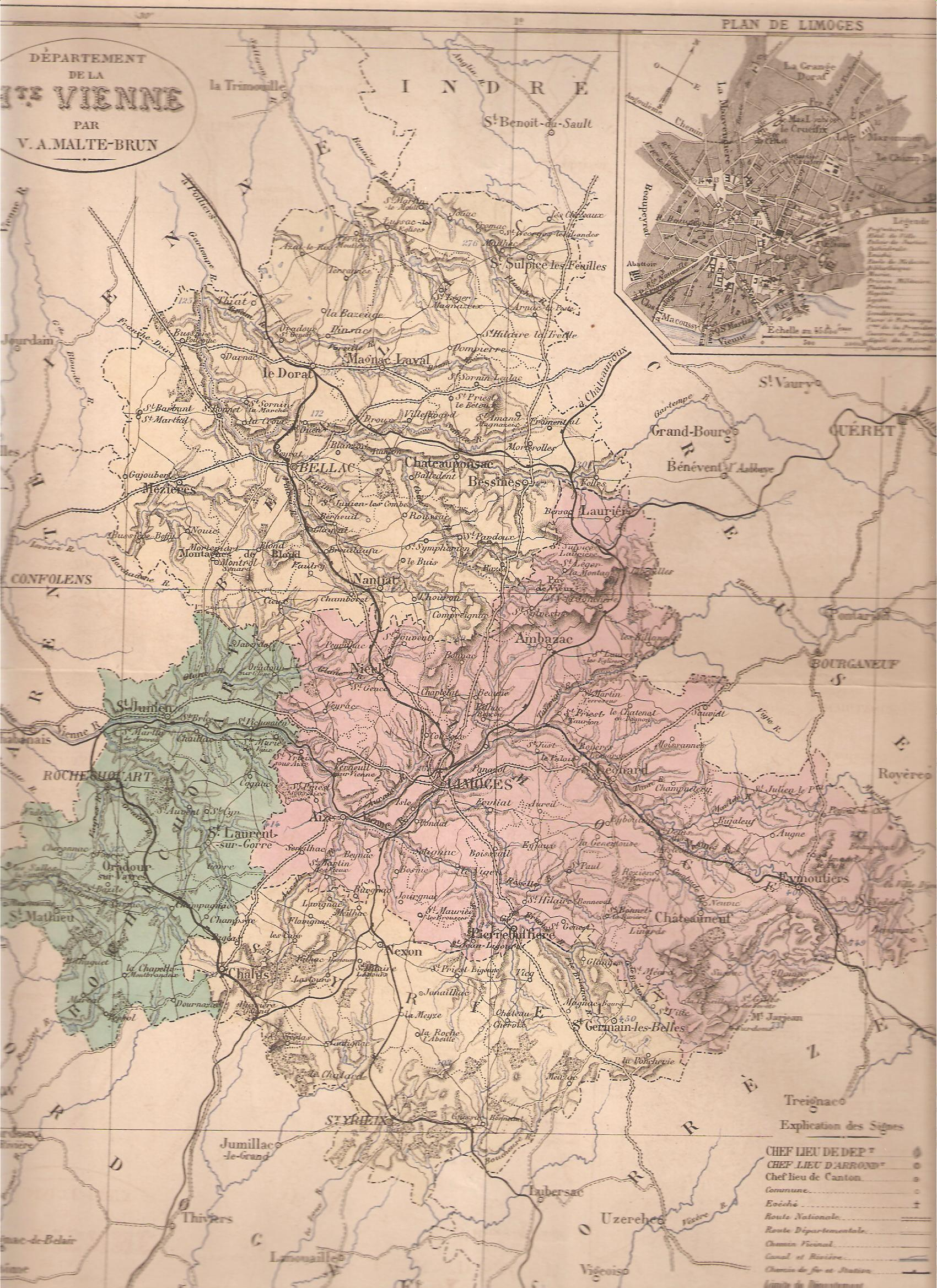
Carte de la Haute-Vienne par Victor Adolphe Malte-Brun (1853)

De 1791 à 1793, les 6 districts (Limoges, Le Dorat, Bellac, Saint-Junien, Saint-Yrieix et Saint-Léonard) du département de la Haute-Vienne fournirent 5 bataillons de volontaires nationaux.

Carte du département de la Haute-Vienne 1790-1793

Le territoire devenu Haute-Vienne traverse sans heurts la France de Napoléon Ier, en fournissant toujours des hommes importants, notamment des scientifiques (Guillaume Dupuytren, Cruveilher, Gay-Lussac).

### La période contemporaine
Les monarchies successives, Restauration, Monarchie de Juillet, puis Second Empire, conjugué avec l'essor de l'industrie de la porcelaine, ravivent le sentiment républicain et le début d'un ancrage à gauche, mené par la classe ouvrière.

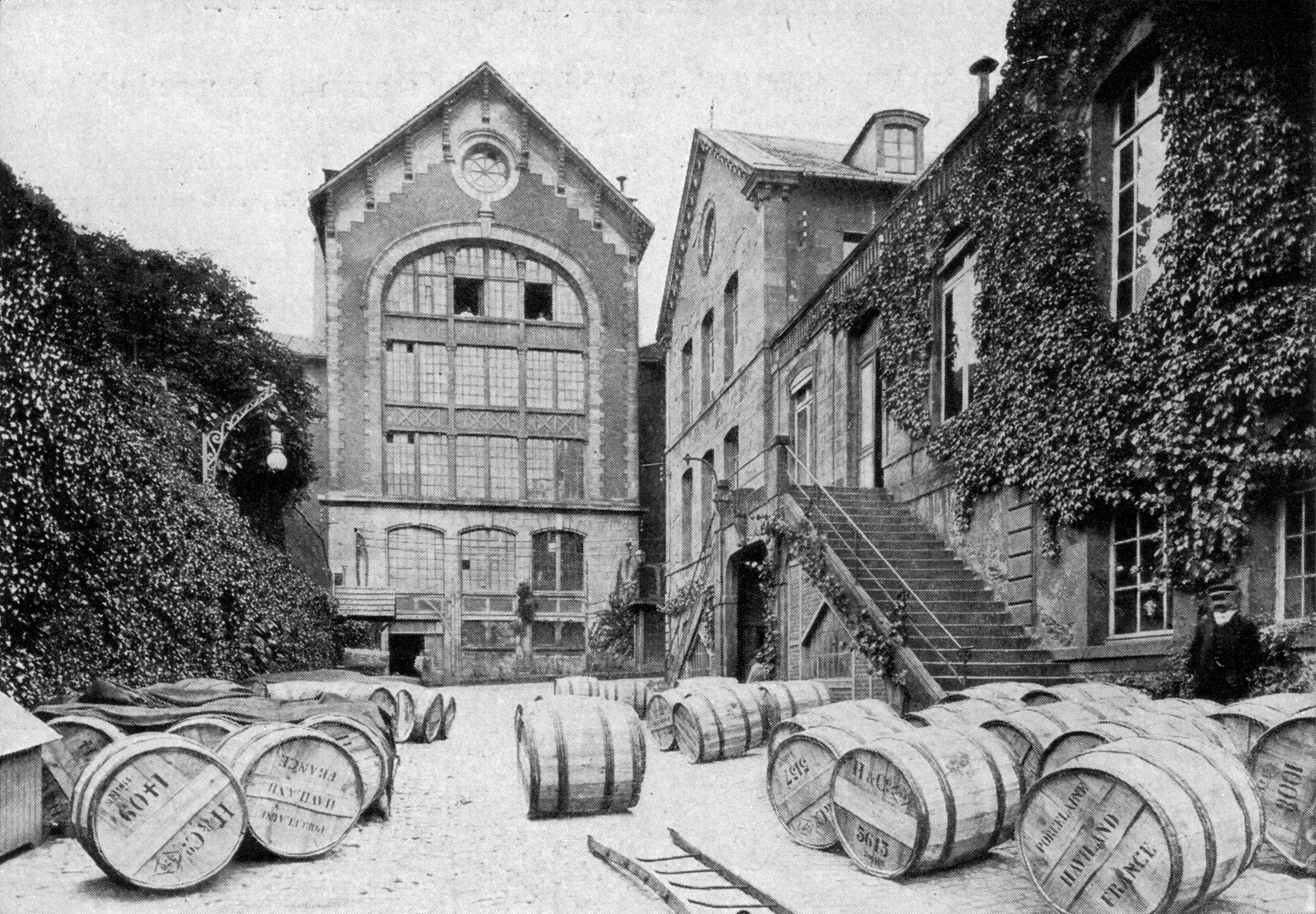
L'usine de porcelaine Haviland, au début du XXe siècle

La Haute-Vienne se démarque aussi par son attachement rapide à la République, comme en témoigne la proclamation de celle-ci deux jours avant l'instauration nationale, en 1848. La ville et le département acquièrent véritablement leur image de région rouge. Le Haut-Viennois Denis Dussoubs, dont le nom a été donné à une ancienne place royale limougeaude, périt sur les barricades parisiennes en 1851. La certaine violence du mouvement ouvrier fait voter la campagne pour Louis-Napoléon Bonaparte, mais les paysans ne le soutiennent plus à sa chute vingt ans plus tard. Une éphémère Commune est proclamée.
La région connaît toujours une bonne santé économique (arrivée du chemin de fer en 1856, agriculture en expansions avec les bovins, production textile), permettant à la population d'augmenter : Limoges dépasse les 90 000 habitants à la veille de la Première Guerre mondiale, la Haute-Vienne compte plus de 300 000 âmes, le Limousin approche le million.

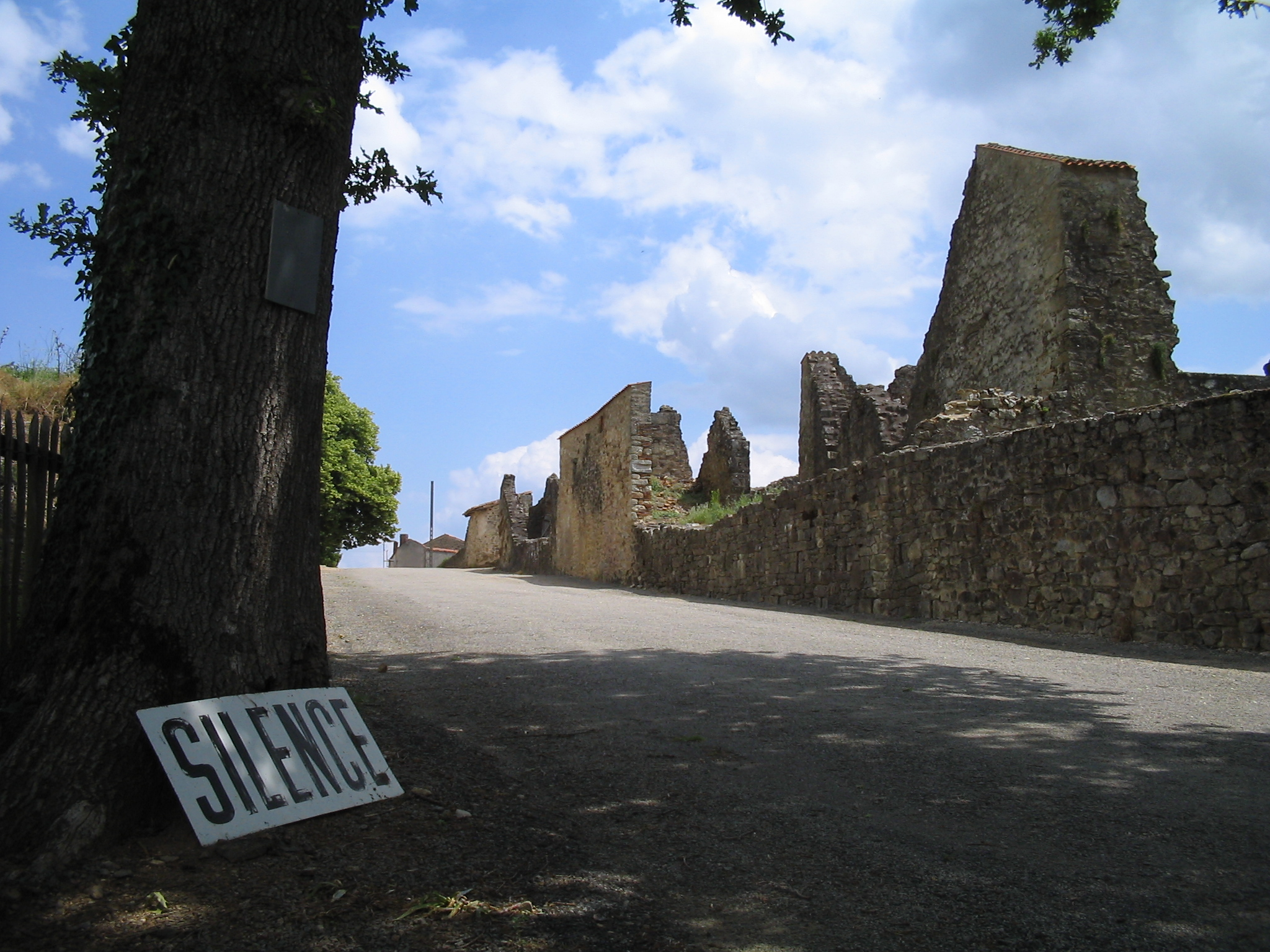
L'entrée du village martyr d'Oradour

Les idées politiques (socialisme et communisme) se développent, aidées par le syndicalisme embryonnaire (la CGT est créée à Limoges en 1895). Les premières grèves font leur apparition. Un événement local connaît un retentissement national : les grèves de Limoges de 1905, quand les manifestations font un mort, Camille Vardelle.
La grande guerre tue un grand nombre de jeunes Haut-Viennois, et développe l'industrie de la chaussure et des draps. Les prix augmentent, les grèves sont nombreuses. Celles-ci donnent une image négative du Limousin. Les généraux incapables sont envoyés par Joffre à Limoges : d’où l’expression « limoger ».
À partir de l'armistice de juin 1940, le département se situe en zone libre. À la suite du débarquement anglo-américain effectué le 8 novembre 1942 en Algérie et au Maroc, les Allemands envahissent la zone libre le 11 novembre et s'installent en Haute-Vienne.
La Seconde Guerre mondiale voit naître un important réseau de résistants, dirigé par Georges Guingouin, au sein du maquis du Limousin. À la fin de 1944, le département compte 14 992 FFI. La bataille du Mont Gargan voit environ 10 000 d’entre eux affronter les Allemands pendant plus de dix jours ; le massacre d'Oradour-sur-Glane rappelle la dureté et l'horreur du conflit.